# Топонимия Воронежской области

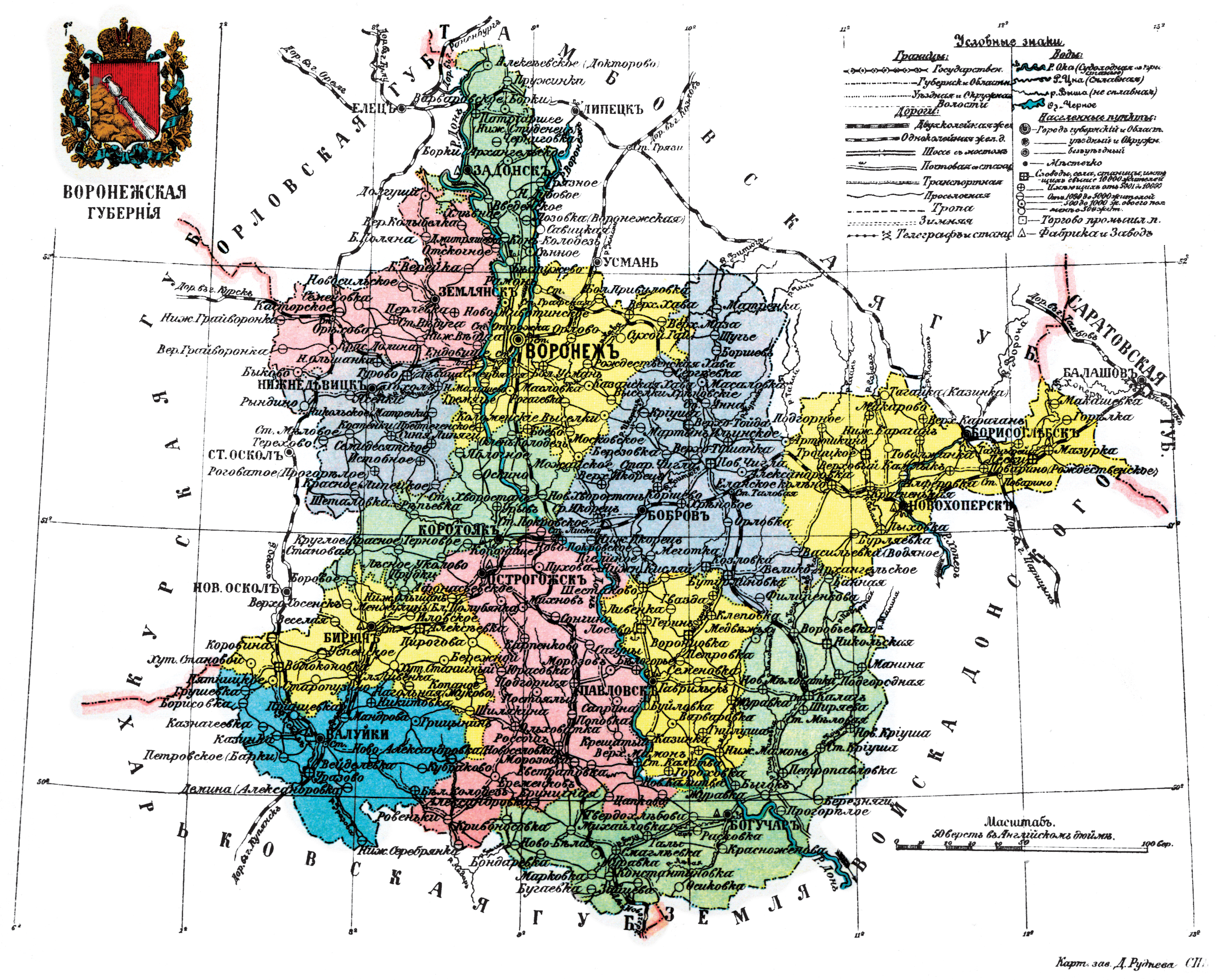
Карта Воронежской губернии (1913 г.)

Топонимия Воронежской области — совокупность географических названий, включающая наименования природных и культурных объектов на территории Воронежской области.
Первая Воронежская губерния существовала с 1725 по 1779 год в Российской империи. В 1779 году, в ходе преобразования губерний Российской империи в наместничества, было создано Воронежское наместничество, просуществовавшее до 1796 года. Вторая Воронежская губерния существовала с 1796 по 1928 год в Российской империи, Российской республике и в РСФСР.
14 мая 1928 года вторая Воронежская губерния была упразднена, её территория, вместе с бывшими Курской, Орловской и Тамбовской губерниями, вошла в состав новообразованной Центрально-Чернозёмной области с центром в городе Воронеж. 13 июня 1934 года постановлением ВЦИК Центрально-Чернозёмная область разделена на Воронежскую и Курскую области.С тех пор, несмотря на существенные территориальные изменения, название области не менялось.

## История формирования
Согласно схеме топонимического районирования В. А. Жучкевича, Воронежская область относится к региону Юг Центра Европейской России. Топонимия здесь довольно однородна и содержит преимущественно чистые славянские словообразовательные модели. Для топонимических ландшафтов этого региона в целом характерны некоторые отличия от ландшафтов севера Центра Европейской России. В этих регионах формировалась основная русская географическая терминология, связанная с ландшафтом степи и лесостепи. С этими «эталонами» русские переселенцы подходили к определению аналогичных явлений на окраинах страны. Не только термины «степь» и «чернозём», но и десятки других происходят из этих мест. На сравнительно однородном свежем русском топонимическом фоне здесь встречаются отдельные названия, унаследованные из других языков, а местами — единичные архаичные славянские формы, восходящие к дописьменному периоду.

## Состав
По состоянию на 23 августа 2024 года, в Государственный каталог географических названий РФ занесено 4097 названий географических объектов Воронежской области, в том числе 1730 названий населённых пунктов. Ниже приводятся списки крупнейших природных объектов и населённых пунктов области с объяснением их этимологии.

### Гидронимы
- Дон — название происходит от арийского корня *dānu-: авест. dānu «река», др.-инд. dānu «капель, роса, сочащаяся жидкость»[5][6]. Русское название реки произошло от скифо-сарматского слова dānu того же корня. Осетинский язык, наследник скифо-сарматского, содержит однокоренное слово дон («река, вода») — см. Кармадон. В. И. Абаев считает, что «переход dān → don произошёл не ранее XIII—XIV веков, когда осетины (аланы) уже не были массово представлены на юге России, поэтому русскую форму Дон нельзя связывать непосредственно с современным осетинским don»[6].
- Хопёр — в документе 1389 года упоминается как Похорь-река; в XV—XVII веках — Хопор, Похор, Похорь. По оценке Е. М. Поспелова, если считать исходной формой Похор, можно допустить возможность перестановки звуков и превращения в Хопор с последующим смягчением в Хопёр. В основе исходной формы славянский корень пьх- «толкать», отражающий в названии скорость течения реки[7].
- Ворона — в основе гидронима скорее всего лежит древнефинно-угорское слово вор, вур — «лес», ворайн (коми) — «лесная»[8].
- Битюг — упоминается в 1389 и в 1450 годах как Бетюк; позже Битюк; с начала XVIII века входит в употребление форма Битюг, ставшая к настоящему времени о6щепринятой. По памятникам письменности наибольшее распространение получили формы Битюк/Бетюк. По-видимому, это фонетические варианты тюркского прилагательного со значением «высокий». Первоначально название относилось только к правому, высокому и крутому берегу реки, а затем было распространено и на саму реку. Особенно близка к форме Битюк архаичная форма падӱк/бадӱк — «высокий, великий». Авторами названия могли быть обитавшие на Дону в IV—X веках племена, говорившие на древних диалектах булгарской группы языков[9].
- Воронеж — по мнению М.Фасмера, название происходит от слова «вороной» (праславянское *vornъ), только автор не указывал, что именно было «вороным», то есть чёрным, на реке[10]. Высказывались также различные другие версии, в том числе о мордовской или ираноязычной этимологии слова «Воронеж». Долгое время господствовала гипотеза о переносе названия «Воронеж» в Подонье в XI—XII веках с Черниговской земли, где топоним мог быть образован как ойконим от гипотетического славянского личного имени Воронег[11][12]. Однако уязвимо положение о том, что в Подонье реку назвали по некоему второму городу Воронежу; обычно гидронимы были первичными, а имена городов — вторичными[13]. В исследовании 2015—2016 гг. утверждается о большой вероятности собственного природно-географического происхождения слова «Воронеж» в раннем средневековье. «Вороным» было реальное громадное чернолесье (сплошные массивы дубрав) в бассейне реки Воронеж и в междуречье с рекой Дон. Название реки могло повторять наименование обширной географической области Воронеж. Проводится аналогия со многими другими гидронимами на территории России и Украины с основой «ворон», в случаях, когда реки текли среди черных лесов, среди них Ворона, Воронка (ранее Вороне́я, искаженно Воро́нья), Воронежка (ранее Ворона́я) и др.[14][15].
- Савала — предположительно финно-угорский гидроним, указывающий на реку с берегами, поросшими лозняком: «саве»(«лоза, прут») + гидронимообразующий аффикс «ла». Существуют и другие версии[16].
- Чёрная Калитва — возможное значение «река, на берегах которой мы совершали жертвоприношение»[17].
- Тихая Сосна — фитофорный топоним, от сосна.
- Усманка — от иранского асман — «камень»[18].
- Толучеевка — от тюркского «тулы-чаи» — полноводная речка.

### Ойконимы
- Бобров — на берегу реки Битюг, там, где позже вырос город, в документе 1685 года упоминается Бобровский откупной юрт (тюркское юрт — «владение, земля»); название связано с существованием в этом месте бобрового промысла. В 1698 году в этом юрте возникает селение Бобровская слобода, неофициально называемое также село или даже город Бобровск. В 1779 году Бобровская слобода преобразована в город Бобров[19].
- Борисоглебск — возник в 1698 году (по официальным, но не подтвержденным данным — в 1646 году) как крепость Павловская. Но после возведения в ней в 1704 г. церкви во имя благоверных князей Российских Бориса и Глеба выросшее при крепости селение именуется город Борисоглебск[20].
- Богучар — возник около 1717 года как селение на реке, которая в документах начала XVIII века назвалась Баучар или Боучар (Книга Большому чертежу, 1627); позже название реки превращается в Богучар (ныне Богучарка). От гидронима в форме Богучар получил название город[21]. Считая исходным вариант Боучар (Бучар?), можно предполагать в основе гидронима буча, бучало, что в воронежских говорах -«глубокая яма на дне реки, омут, водоворот на реке»[22].
- Бутурлиновка — возник в 40-х годах XVIII века как селение, названное по фамилии владельца генерал-фельдмаршала А. Б. Бутурлина[23].
- Воронеж — об этимологии топонима существуют различные гипотезы. Русский языковед-славист XIX века И. И. Срезневский считал, что слово «воро́неж» произошло от слова «во́рон», имени птицы. М.Фасмер предположил, что название Воро́неж имеет связь с прилагательным «вороно́й» (чёрный)[24][25]. Мнения И. И. Срезневского и М. Фасмера были взяты за основу в статье Н. П. Милонова, в топонимических словарях М. Н. Мельхеева и В. А. Никонова[25]. Н. П. Милонов предположил, что названия рек Воро́неж и Воро́на связаны с цветом воды в них. В. А. Никонов также обратил внимание на часть слова «еж» или «неж», которая часто встречается в других древних названиях[25]. По версии воронежского краеведа В. П. Загоровского, название Воро́неж могло произойти как притяжательное прилагательное «вороне́ж» от древнеславянского личного имени Вороне́г[25][26], причём ойконим Воронеж в Подонье был перенесён в конце XI или начале XII века из Черниговского княжества (древнерусский городок Воронеж в Сумской области), где он возник предположительно в IX веке в значении «город Воронега». По мнению В. П. Загоровского, название Вороне́ж в дальнейшем перестали связывать с именем, а ударение переместилось на второй слог. В Подонье Воро́нежем стали называть второй гипотетический город (ныне не существующий), а по городу наименовали реку Воронеж. Наконец, впоследствии на реке поставили нынешний, третий город Воронеж. Существуют и другие точки зрения.
- Калач — слобода Калач возникла во втором десятилетии XVIII века и названа по урочищу Калач. Топоним из народного географического термина калач — «крутая извилина реки вокруг острова или полуострова», а также и сама обтекаемая полукруглая возвышенность; расположение города соответствует этому значению термина[27].
- Лиски — возник как посёлок при станции Лиски (открыта в 1870 году); название по селу, находящемуся на другой стороне Дона. Первично название реки Лиска, которое в ряде источников XVIII—XIX веков приводится в формах Лыска, Лысочка, образованных от прилагательного «лысая». Подобные названия обычны для географических объектов, не имеющих растительности. В 1928 году с пристанционным поселком объединяют село Новопокровское и преобразуют в рабочий посёлок, центр Лискинского района, который получает название Свобода, с 1937 года — город. В 1943 году город переименован в Лиски. В 1965 году его переименовывают в Георгиу-Деж по фамилии деятеля румынской компартии Г. Георгиу-Дежа, а в 1991 году городу возвращают название Лиски[28].
- Нововоронеж — возник в 1958 году как посёлок Нововоронежский при строительстве Нововоронежской АЭС. В 1987 году преобразован в город с названием Нововоронеж[29].
- Новохопёрск — на месте современного города в XVII веке находился казачий Пристанский городок, названный, очевидно, по пристани на реке Хопёр. В 1708 году он был разрушен как центр Булавинского восстания. На его месте построена крепость Хопёрская, которая в 1768 году была обновлена, и город стал называться Новохопёрск[30].
- Острогожск — основан в 1652 году при впадении в Тихую Сосну реки Острогощь, название по расположению на этой реке. Гидроним образован как притяжательное прилагательное от древнерусского личного имени Острогост[31].
- Павловск — основан в 1709 году как крепость при впадении в Дон реки Осеред, она же Серед и Серет. Название связано с южно-русским диалектным серёд — «посреди», из которого народный географический термин серёдок, осерёдок — «остров или приглубная мель среди реки, кругом обходимая». По реке и крепость называлась то Середа, то Осеред или Осерецкая. В 1711 году в эту крепость переведён гарнизон из крепости святого Павла (или Павловской крепости) с северного берега Азовского моря, после чего она начинает называться Павловской (иногда Новопавловской), а город именуется Павловск[32].
- Поворино — возник как посёлок при станции Поворино (открыта в 1870 году); название по соседнему селу Поворино (оно же Рождественское). Ойконим предположительно от русского диалектного повара — «изгородь, прясельная городьба» [Даль, 3, с. 144]. Но приводимое С. Б. Веселовским прозвищное имя Поворок позволяет реконструировать антропоним Повор, от которого также можно предполагать образование Поворино[33].
- Россошь — возник в первой половине XVIII века как селение Россошь. Название из россошь — «рассоха, развилка реки». Город находится в месте, где река Чёрная Калитва принимает приток, а при движении вверх по течению здесь создается впечатление раздвоения русла, образования рассохи. С 1923 года — город Россошь[34].
- Семилуки — возник как посёлок при станции Семилуки (открыта в 1894 году). Название по соседнему селу Семилуки, выросшему из деревни, основанной в 1615 году в урочище У Семи Лук, то есть у нескольких излучин Дона (известно, что семь в топонимии не обязательно отражает реальное количество). В 1954 году Семилуки стали городом[35].
- Эртиль — возник в 1897 году как посёлок при сахарном заводе и назван по расположению на реке Эртиль (в XIX веке и ранее — Ертил). Гидроним относят к числу тюркских, однако надежной этимологии не существует[36].

### Книги
- Жучкевич В.А. Общая топонимика. Издание 2-е, исправленное и  дополненное. — Минск: Вышэйная школа, 1968. — С. 432.
- Загоровский В. П.  О древнем Воронеже и слове Воронеж. – Изд. 2-е. — Издательство Воронежского государственного университета. — Воронеж, 1977. — 104 с.
- Мурзаев Э.М. Словарь народных географических терминов. — М.: Мысль, 1984. — 653 с.
- Поспелов Е. М. Географические названия России. Топонимический словарь. — М.: Астрель, 2008. — 523 с. — 1500 экз. — ISBN 978-5-271-20729-7.
- Фасмер М. Этимологический словарь русского языка. — М.: Прогресс, 1986. — Т. 3. — 832 с.

### Диссертации
- Попов, Сергей Александрович. Ойконимия Воронежской области : Семантика и словообразование : диссертация … кандидата филологических наук : 10.02.01. — Воронеж, 1998. — 166 с.
- Толбина, Татьяна Владимировна. Микротопонимия Воронежской области : Особенности номинации : диссертация … кандидата филологических наук : 10.02.01. — Воронеж, 2003. — 199 с.
- Чэнь Цзыди. Микротопонимия как отражение региональной картины мира жителей Воронежской области : диссертация … кандидата филологических наук : 10.02.01 / Чэнь Цзыди; [Место защиты: Елецкий государственный университет им. И. А. Бунина]. — Воронеж, 2021. — 200 с.